# Liste des cardinaux créés par Benoît XI
Le pape Benoît XI (1303-1304) a créé 3 cardinaux dans 2 consistoires.

## 18 décembre1303
- Niccolò Alberti, O.P., évêque de Spolète
- William of Macclesfield, O.P., prieur de la province anglaise de son ordre

## 19 février1304
- Walter Winterburn, O.P.